# 爽報 (香港)

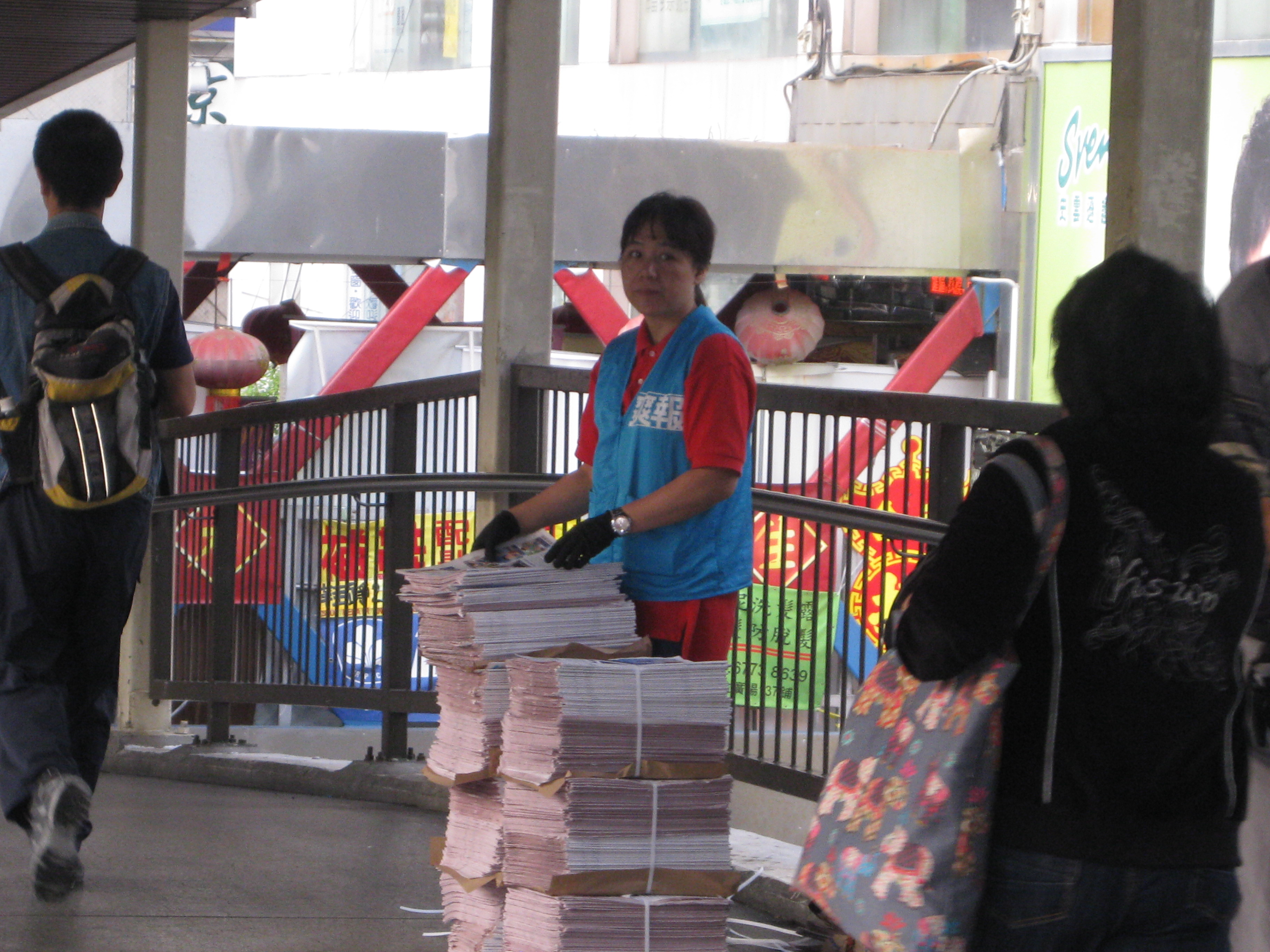
爽報在荃灣區大河道天橋上派發

《爽報》（英語：Sharp Daily）是香港上市公司壹傳媒集團旗下中文免費報紙，逢星期一至五（公眾假期除外）於全港各區派發，香港版於2011年9月19日正式創刊，每日發行量的目標為一百萬份。壹傳媒於2013年10月18日宣佈，《爽報》於10月21日起停刊，《爽報》台灣於2018年8月31日起停刊。

## 歷史

### 創刊
壹傳媒早於2006年已在台灣創辦《爽報》，至2011年7月27日，香港第四份中文免費報章《晴報》創刊，打破六年以來《都市日報》、《頭條日報》及《am730》「三國鼎立」的局面，使壹傳媒意識到香港免費報章仍有市場空間，加上免費報章會對傳統收費報章（包括壹傳媒的《蘋果日報》）造成一定衝擊，決定創辦港版《爽報》。香港版《爽報》原定於2011年8月底創刊，後延遲至9月19日。
《爽報》創刊當日，壹傳媒集團主席黎智英曾稱「夠膽放棄過去，才夠膽迎接將來。」

### 試辦中午版及晚報
2011年9月29日，《爽報》加推中午版，中午時間於主要商業區派發。2011年11月28日，《爽報》取消中午版，改推晚報，定於下午5時派發。2012年3月21日，《蘋果日報》及《爽報》分別提及《爽報》晚版已於3月20日完結，將集中資源回到早報市場。

### 停刊
壹傳媒於2013年10月宣布，10月21日起於香港停止出版《爽報》，退出免費日報市場，《爽報》從創刊至停刊僅有兩年。
壹傳媒集團主席黎智英親自反思，《爽報》長期面對數以億元虧損，「長痛不如短痛」，決定「斬纜」。行政總裁葉一堅指出電子媒體興起，是《爽報》停刊關鍵。
網絡意見領袖蕭若元指出，黎智英認為壹傳媒同時為大眾提供收費報紙，免費報紙和網上讀報，三個不同的服務但客源相同的紙媒互相競爭，互相殘殺，是搬石頭砸自己的腳，才是《爽報》停刊的真正原因，台灣於2018年8月31日起停刊。

## 內容

### 專欄

#### 「300萬爽組合」
邀請不同人士，參與模擬股票買賣，勝出遊戲者，可以得到一定的獎金。

## 影響

### am730
香港其中一份免費報章《am730》的印刷是交由壹傳媒旗下的百樂門印刷有限公司負責。施永青曾表示壹傳媒旗下的《爽報》在2011年9月19日於香港創刊後，《am730》成了其競爭對手，因此壹傳媒決定只會按照合約訂明的上限印刷《am730》，令《am730》的每日發行量限制於四十萬份之內，而且只印64頁紙，am730從而每月流失160萬元的廣告收入。但後來又表示；壹傳媒老板黎智英向他承諾不會以停止承印《am730》打擊對手，這樣贏也贏得不光彩，寧願《爽報》辦得辛苦一些，也會維持印務承諾。

### 東方日報和太陽報
東方報業集團旗下的《東方日報》和《太陽報》在《爽報》創刊同日（2011年9月19日）開始，分別由本來的6元減價1元及2元，直至同年12月13日，《東方日報》回復正常售價，《太陽報》則調升至5元。

## 爭議
《爽報》創刊首日，有職員早上在香港居民巴士NR88線向沙田第一城總站向乘客派發報紙的同時，亦代乘客繳付車資，讓乘客免費乘坐。但推廣活動並未獲營運商城巴授權，事後遭城巴公開譴責。
同日，影視及娛樂事務管理處接獲13宗有關《爽報》內容不雅的投訴。教育評議會發出聲明，指責《爽報》內容含不少色情及不雅資訊，並指收到不少家長、教師投訴，認為該報不宜兒童及青少年閱讀，該報扭曲兒童價值觀。《東方日報》更以「全城抵制」作頭條聲討《爽報》，不滿《爽報》渲染色情、賣弄淫褻、內容意淫，不少教育界、社福界團體響應號召，到《蘋果日報》總部抗議示威，當場撕毀大批《爽報》並投進廢紙箱。有關內容自11、12月起漸見收斂。
2012年12月24日，《爽報》刊登一則名為「澳門警太儍太得閒　幫阿婆推紙皮」，內容以較低俗手法反諷香港警察，但諷刺用詞不恰當，甚至過火，如「太儍太得閒」、「荒謬景象」、「影響形象嘅儍事」，令大部份澳門人認為作者反諷手法過火，要求道歉。

### 廣告客戶被滋擾
2011年10月，有廣告客戶反映，多次收到個別團體信件及電話滋擾，要求客戶不要在《爽報》刊登廣告。《爽報》考慮向法庭申請向有關團體發出禁制令。

## 外部連結
- 香港爽報主頁
- 《香港爽報》facebook群組 （页面存档备份，存于）